# Донецкая улица (Киев)
Донецкая улица — улица в Соломенском районе города Киева, местность Чоколовка. Начинается от Севастопольской площади, заканчивается у железной дороги.
Донецкая прилегает к Воздухофлотскому проспекту, улицам Джеймса Мейса, Левка (Льва) Мациевича, Молодогвардейской, Керченской, Волынской и Ушинского, переулкам Донецкому и Очаковскому.

## История
Улица возникла в 10-х годах XX века, называлась Чоколовской, от местности Чоколовка, по которой проложена. На карте города 1918 она указана, как Кадетская. Современное название получила в 1952 году.
Современная застройка улицы началась в 1950-х годах. В начале улицы и в её конце расположены пятиэтажные хрущёвки, построенные в 1960-х годах. Её чётная сторона застроена преимущественно двух-, трёх- и четырёхэтажными сталинками 1953—1955 годов. Многоэтажных домов на улице немного, № 35 (девятиэтажная хрущёвка), № 57-А (87 серия, 1976 год), № 8-а (ведомственный дом Минобороны, 1987 год) И № 37/19 (2002 год).

## Инфраструктура
- Институт ветеринарной медицины УААН (дом № 30)
- Государственный научно-контрольный институт биотехнологии и штаммов микроорганизмов (дом № 30)
- Общеобразовательная школа № 69 (дом № 25)
- Школа-детский сад «Славяночка» (дом № 13-А)